# Type 89 (БМП)
Тип 89 — японская боевая машина пехоты.

## История
Первый опытный образец был создан в 1984 году, испытания закончены в 1986 году. Серийный выпуск этих гусеничных БМП был начат в 1989 году. Основным подрядчиком проекта является Mitsubishi Heavy Industries, основным субподрядчиком — Komatsu Limited. 

## Описание конструкции

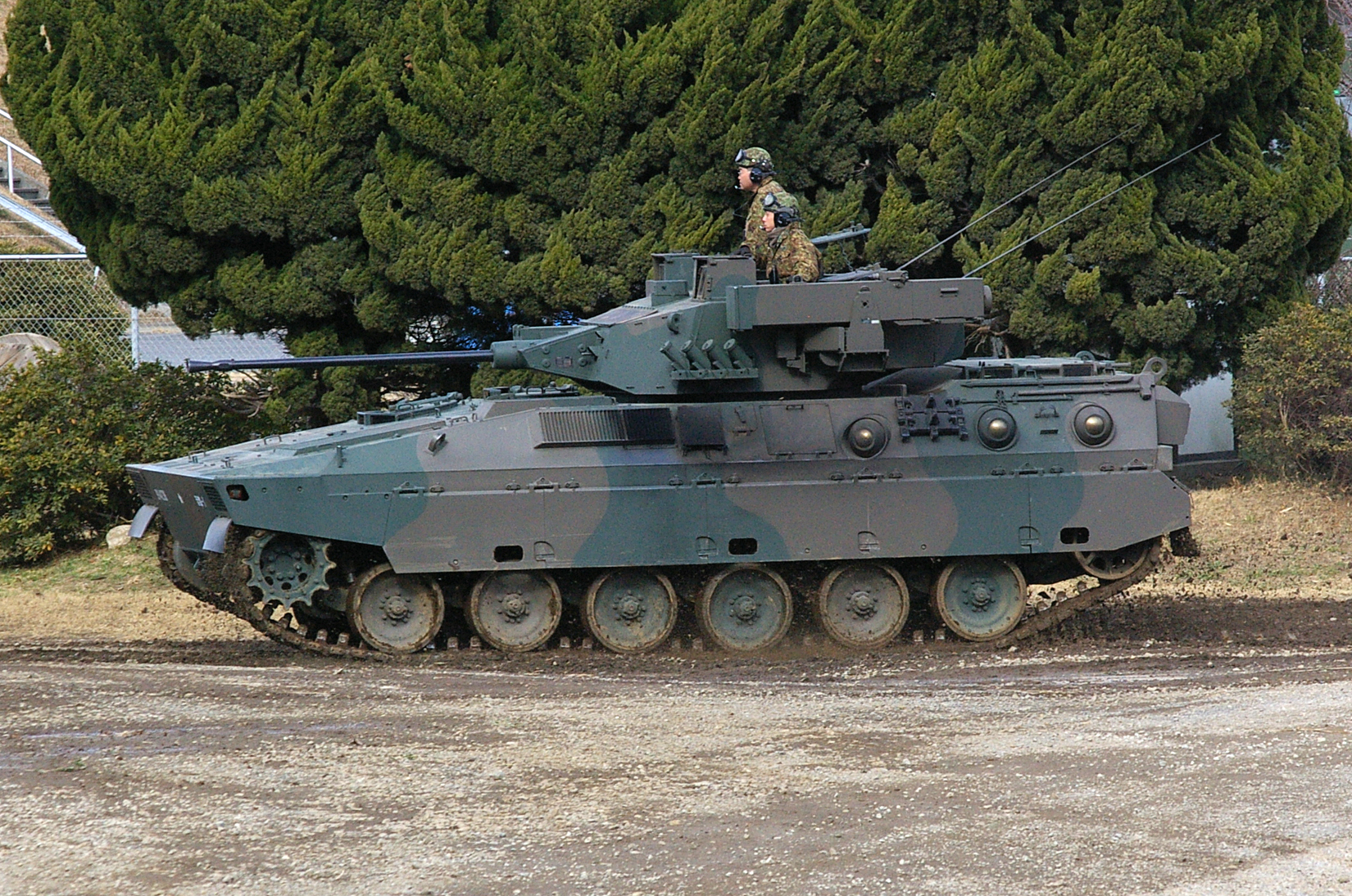
БМП Тип 89 с двумя ПУ ПТУР по бортам бронебашни.

Корпус Тип 89 — стальной сварной. Проектирование бронекорпуса выполнено не без влияния аналогичных решений германской БМП «Мардер 1». По некоторым данным детали лобовой проекции БМП выполнены по разнесённой многопреградной схеме (англ. spaced multi-layer armor). БМП тип 89 приводится в движение дизельным двигателем мощностью 600 л.с. Машина не обладает плавучестью.

## На вооружении
- Япония — 68 единиц, по состоянию на 2022 год[2].